# Lactarius
Lactarius Pers., 1797 è un genere della famiglia Russulaceae cui appartengono funghi che, al taglio, presentano la secrezione di un lattice di colore variabile, dal bianco candido all'aranciato oppure al rosso intenso.
Il gambo è gessoso ed ha una struttura granulare non fibrosa.

## Descrizione

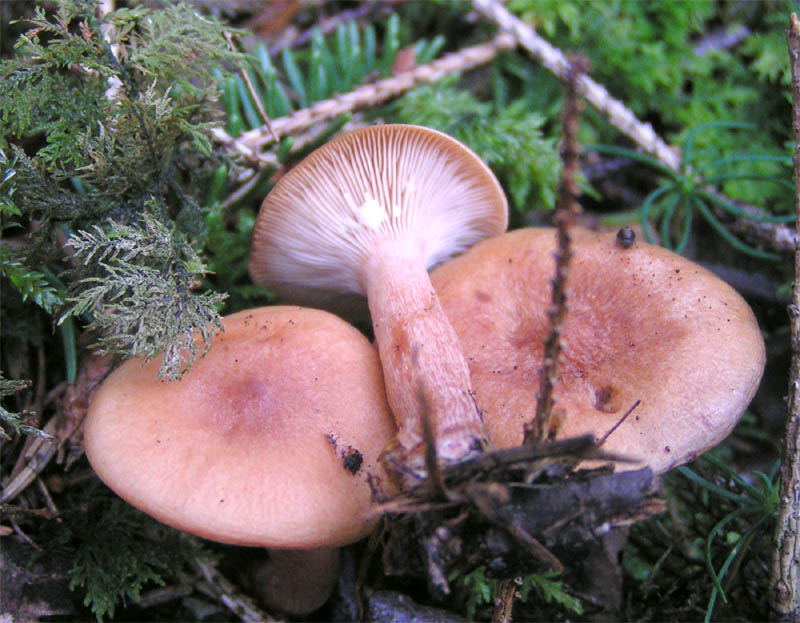
Lactarius aurantiofulvus

## Specie di Lactarius
La specie tipo del genere è il Lactarius torminosus (Schaeff.) Gray, 1821.
Si elencano di seguito altre specie appartenenti al genere Lactarius:
- Lactarius blennius (Fr.) Fr. (1838)
- Lactarius camphoratus Fr.
- Lactarius circellatus Fr.
- Lactarius controversus (Pers.) Pers. (1800)
- Lactarius deliciosus (L.) Gray (1821)
- Lactarius glyciosmus (Fr.) Fr. (1838)
- Lactarius helvus Fr.
- Lactarius indigo
- Lactarius piperatus (L.) Pers. 1797
- Lactarius plumbeus (Bull.) Gray (1821)
- Lactarius pubescens Fr. (1838)
- Lactarius pusillus Bres.
- Lactarius rufus (Scop.) Fr. (1838)
- Lactarius salmonicolor R. Heim & Leclair (1953)
- Lactarius sanguifluus (Paulet) Fr., 1838
- Lactarius sepiaceus McNabb (1971)
- Lactarius subdulcis (Bull.) Fr. (1821)
- Lactarius uvidus (Fr.) Fr. (1838)
- Lactarius vellereus (Fr.) Fr. (1838)
- Lactarius zonarius (Bull.) Fr. (1838)

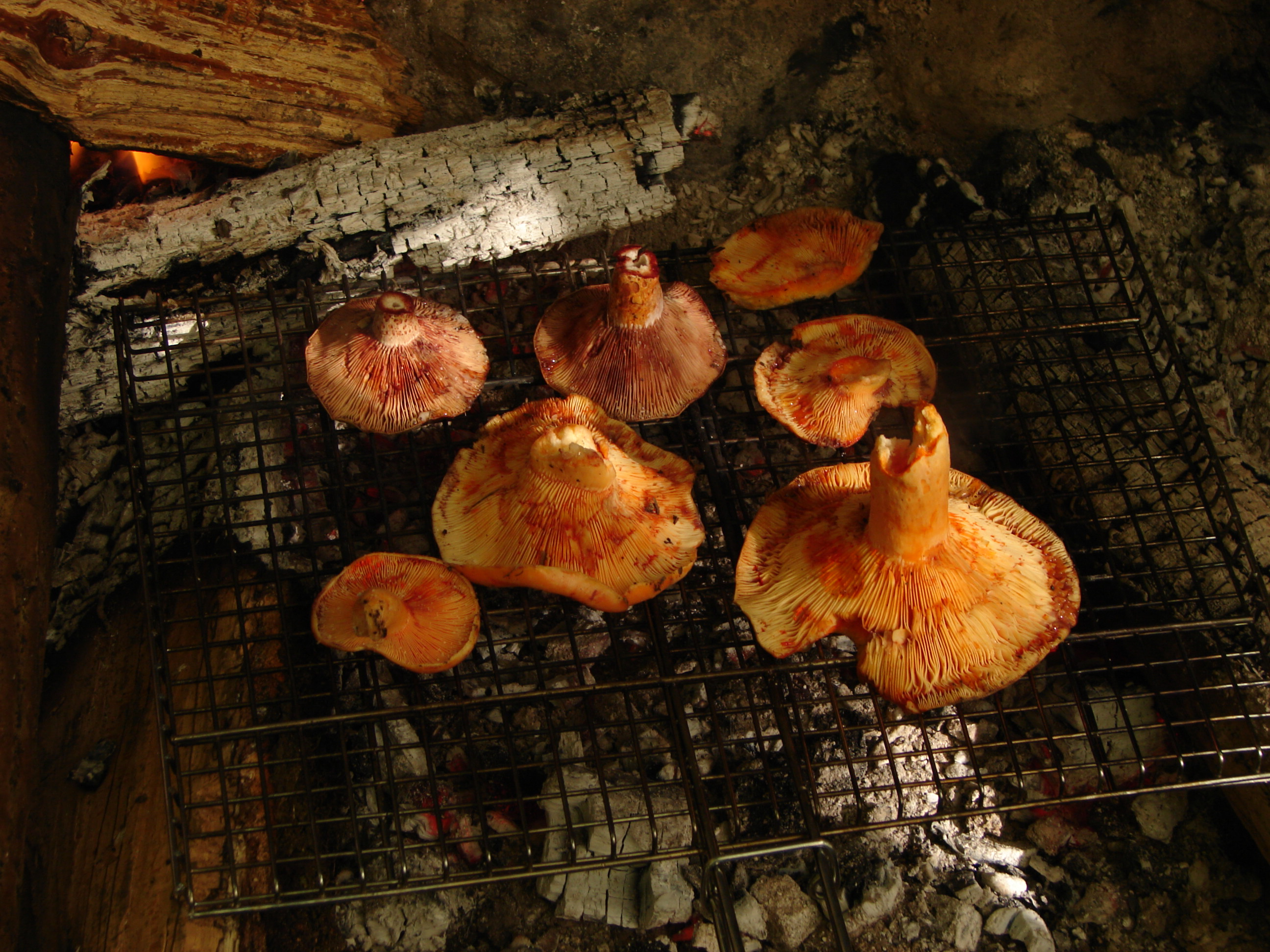
Lactarius salmonicolor cucinati alla griglia

## Commestibilità
La commestibilità è discreta.
Dal colore del lattice è possibile valutare la commestibilità dei Lattari: quelli con lattice bianco al taglio sono quasi tutti molto acri, con pochissime eccezioni (L. porninsis, L. volemus), e molti di questi possono provocare disturbi gastro-intestinali, mentre sono quasi tutti commestibili quelli con lattice color rosso oppure arancione. Occorre prestare attenzione poiché alcune specie a lattice bianco hanno lattice virante in seguito al rosso o arancione ma risultano comunque non commestibili.
In alcune regioni d'Italia vengono consumate alcune specie tossiche (o leggermente tossiche) dopo cottura prolungata. Altre volte singoli esemplari di queste specie vengono cucinati nel misto come condimento (per via del sapore piccante). Tale pratica può comportare rischi per la salute.